# 1256
1256 је била преступна година.

## Догађаји
- Пролеће – Монголске снаге (око 80.000 људи), под командом Хулагу-кана, прелазе реку Оксус и започињу своју кампању уништења преосталих муслиманских држава у југозападној Азији – а први циљеви су упоришта Низари Исмаилита и Багдад, главни град Абасидског калифата. Путеви преко Туркестана и Персије су поправљени, а мостови изграђени. Реквирирају се кола за превоз опсадних машина из Кине.
- Октобар – Монголске снаге предвођене Баију Нојаном (које су деловале под командом Хулагу-кана) извојевају победу над Кајкаусом II, селџучким владаром Султаната Рум, и заузимају Анадолију. Кајкаус бежи на византијски двор где тражи уточиште у Цариграду. Трапезундско царство, плашећи се потенцијалне казнене монголске експедиције, постаје вазална држава и приморано је да сваке године плаћа данак у злату и свили.
- 8–23. новембар – Опсада Мајмун-Диза: Монголске снаге под командом Хулагу-кана успешно опседају планински замак Мајмун-Диз. Хулагу опкољава тврђаву и почиње тродневно бомбардовање мангонелама са оближњег врха брда.
- 19. новембар  –  низаријски исмаилски имам Рукн ал-Дин Хуршах се предаје, али мали део гарнизона одбија и бори се последњи пут, све док не буду убијени после три дана.
- 15. децембар – Монголске снаге под Хулагу-каном заузимају и демонтирају замак Аламут (близу региона Масудабад) након предаје низаријских исмаилских вођа. Хулагу оснива династију Илканат у Персији, која постаје једна од четири главне дивизије Монголског царства. Низаријска исмаилска влада је укинута; неки од њих мигрирају у Авганистан, Бадахшан и Синд (данашњи Пакистан).
- Рат за еубеотско наслеђе: Ахајске снаге под Вилијамом II од Вилардуена покушавају да преузму контролу над острвом Еубеја, чему се опиру локални ломбардски барони (или „тријарси“) уз помоћ Млетачке републике. Вилијам покреће разорне нападе на Еубеју. Гај I де ла Рош, „Велики господар“ Атине и Тебе, улази у рат против Вилијама, заједно са другим баронима Централне Грчке.
- 30. јул – Венецијански Марсилио Зорзи поново осваја Курзолу у Далмацији и поново се успоставља као гроф Курзоле и Меледе.
- Принц Луелин ап Грифид напада северна приобална подручја Велса која су пристала на енглеску власт 1254. године. Лорд Едвард, коме је његов отац, краљ Хенри III од Енглеске, дао подручја да им управља, тражи од њега подршку, али Хенри одбија.
- Рат Светог Саве Освећеног: Између Венеције и Ђенове настаје спор око земље у Акри у власништву Манастира Светог Саве Освећеног, али на коју полажу право и Венеција и Ђенова – што доводи до напада Ђеновљана на манастир у млетачкој четврти. Млечане подржавају Пиза и витезови темплари, док се Ђеновљанима придружују витезови хоспиталиери.
- 30. јун – Велика вулканска ерупција у Харат Рахату (близу Медине) повезана је са исламским пророчанством.
- 4. мај – Папа Александар IV издаје папску булоу Licet ecclesiae catholicae, којом се оснива Ред Светог Августина у манастиру Лећето.
- 25. август – У Болоњи је укинуто ропство и кметство; овај догађај је забележен у документу под називом Liber Paradisus (или Небеска књига).

## Смрти
- Коломан II Асен
- Михаило II Асен

- Вилијам II, гроф Холандије

- Ирина Комнина Дукина